# 下黒川村
下黒川村（しもくろかわむら）は、かつて新潟県中頸城郡にあった村。

## 沿革
- 1889年（明治22年）4月1日 - 町村制施行に伴い中頸城郡馬正面村、下金原村、江島新田、上直海村、下条村、上金原村、桜町新田、落合村、百木村、川井村、行法村、角取村、高寺村、荻谷村、阿弥陀瀬村、川田村、柳ケ崎村、下小野村、上小野村が合併し、下黒川村が発足。
- 1901年（明治34年）11月1日 - 大字馬正面が分離され、中頸城郡柿崎村、犀浜村と合併して、柿崎村を新設。
- 1955年（昭和30年）3月1日 - 中頸城郡柿崎町、黒川村、黒岩村と合併し、柿崎町を新設して消滅。